# Pius Kisambale
Pius Kisambale (ur. 21 grudnia 1987 w Tanzanii) - tanzański piłkarz grający na pozycji napastnika